# Peaches (Justin Bieber)
Peaches is een nummer van de Canadese zanger Justin Bieber uit 2021, in samenwerking met de Canadese zanger Daniel Caesar en de Amerikaanse zanger Giveon. Het is de vijfde single van zijn zesde studioalbum Justice.
Het nummer, waarin popmuziek en R&B met elkaar gecombineerd worden, werd een grote wereldhit. Het bereikte in zowel Biebers thuisland Canada als in de Amerikaanse Billboard Hot 100 de nummer 1-positie. In de Nederlandse Top 40 kwam het nummer een plekje lager, terwijl het in de Vlaamse Ultratop 50 de 12e positie behaalde.

## Awards en nominaties
Het nummer werd genomineerd voor verschillende awards. Een overzicht van de belangrijkste awards en nominaties:
| Jaar | Awards                 | Categorie            | Resultaat   |
| ---- | ---------------------- | -------------------- | ----------- |
| 2021 | MTV Video Music Awards | Best Pop             | Gewonnen    |
| 2021 | MTV Video Music Awards | Best Editing         | Genomineerd |
| 2021 | MTV Video Music Awards | Best Collaboration   | Genomineerd |
| 2021 | MTV Video Music Awards | Song of the Summer   | Genomineerd |
| 2022 | Grammy Awards          | Best Music Video     | Genomineerd |
| 2022 | Grammy Awards          | Best R&B Performance | Genomineerd |
| 2022 | Grammy Awards          | Record of the Year   | Genomineerd |
| 2022 | Grammy Awards          | Song of the Year     | Genomineerd |
| 2022 | Juno Awards            | Single of the Year   | Genomineerd |
| 2022 | Billboard Music Awards | Top Collaboration    | Genomineerd |
| 2022 | Billboard Music Awards | Top R&B Song         | Genomineerd |